# 和田研字体
和田研字体是东京大学的和田英一等人的“和田研汉字分科会”公布的字体。和田研进行了制作用来加肉描绘字体形状的线条骨架，再把它们的字形相组合半自动地生成复数个轮廓形式的汉字的研究。这个过程中生成的字体被作为研究结果公开，而它们就被称作是和田研字体。
有明朝体类型的细明朝体、哥特体类型的中方哥特体、圆哥特体的细圆哥特体这三种字体被公开。
它们被公布的形式是，进行加肉算法之前的数据和用来进行变换的PostScript程序。
现在项目由田研的成员之一田中哲朗进行管理。

## 算法和程序
转换的程序和田研字体开发套件是用Lisp系语言UtiLisp开发的。之后移植到Common Lisp，开发成了“CLWFK”软件。
构成原文字线条的类似的形状被称作骨架，开发人员为其加上几种属性，对骨架执行指定大小的计算。求得计算后相应的座标。笔画的交点和分歧点的变换需要进行针对性的特殊计算。而在部首之类的有分离的情况下，也使用了以那个部首为单位的骨架合成的方法进行合成。

## 和田研细圆哥特体 / 和田研中圆哥特体
和田研細圆哥特2004字体是由原和田研細圆哥特体追加了JIS X 0213所包含的汉字和记号之类的OpenType字体。现在版本的字体名是和田研細圆哥特2004绘文字（基于TrueType），包含了ARIB外字和Emoji的大字集字体，而和田研細圆哥特ProN（基于OpenType）的全角文字是对应带圈文字的版本。支持这种文字的字体不管怎么说都是很稀少的（特别是在Windows操作系统中，对应全角的带圈文字的字体格外地少）。绘文字支持的字体是和田研中圆哥特2004絵文字的中号字重。
过去的版本有和田研細圆哥特2004、和田研細圆哥特2004ARIB之类的。大多都有细、中号字重可供选择。

## 许可证
初期的和田研字体的开源许可证是叫作和田研许可证的独自的开源许可证，它要求在再配布的场合记载所变更的地方和字体的由来。(2009年有修改)。
和田研字体的派生出来的字体有诸如小浪字体(旧东风字体的代用品)、户越字体等存在，其中，小浪字体是利用了和田研字体生成的部件在著作权者的许可下以修改的BSD开源许可证修改后以修改后的BSD许可证公开的。
和田研細圆哥特/和田研中圆哥特使用的不是和田研许可证，而是利用的公有领域的许可证。